# Jyske mesterskab 1908-09 (fodbold)
Det jyske mesterskab i fodbold 1908-09 var den 11. udgave af turneringen om det jyske mesterskab i fodbold for herrer organiseret af Jysk Boldspils-Union. Turneringen blev vundet af AGF for andet år i træk.
For første gang måtte der spilles en omkamp i finalen, idet den første kamp sluttede 0 - 0. Begge finalekampe blev spillet på Landsudstillingens bane i Aarhus.

## Semifinaler
Randers Freja - AGF 1 - 4 (1 - 1)

Ringkøbing IF - Vejle BK 4 - 1 (1 - 1)

## Finale
20/5 1909: AGF - Ringkøbing IF 0 - 0.
 500 tilskuere i Aarhus.
Omkamp
13/6 1909: AGF - Ringkøbing IF 3 - 0 (2 - 0).
 300 tilskuere i Aarhus.